# Rafał Paczkowski
Rafał Wojciech Paczkowski (ur. 14 kwietnia 1962 w Warszawie, zm. 8 września 2023) – polski realizator dźwięku, muzyk, kompozytor, producent muzyczny.

## Życiorys
Był absolwentem Akademii Muzycznej im. Fryderyka Chopina w Warszawie, gdzie ukończył studia na wydziale reżyserii dźwięku.
Realizował muzykę do takich filmów jak: Trzy kolory Krzysztofa Kieślowskiego, Tajemniczy ogród Agnieszki Holland, Przedwiośnie Filipa Bajona oraz Bandyta Macieja Dejczera.
Znany jest jako realizator dźwięku wielu albumów polskich wykonawców. Do najbardziej znanych pozycji, które realizował należą: Tak! Tak! i Obywatel G.C. Obywatela G.C., Biała armia Bajmu, Dotyk Edyty Górniak, Love Edyty Bartosiewicz, Tacy sami, Zawsze tam, gdzie ty, Na na Lady Pank i Ping pong Kory. Współpracował również z takimi zespołami jak: Fotoness, Raz, Dwa, Trzy, Urszula, Ryszard Rynkowski, Kombii, Chłopcy z Placu Broni, Rezerwat, Top One, Myslovitz, Piasek, Balkan Electrique i inni.
Był kompozytorem muzyki do piosenek - przebojów dla dzieci, jak „Wesoła szkoła”, „Nie ma jak rajd” (Krzysztof Antkowiak), „Dłonie” (Majka Jeżowska), „Szkolny blues” (Ania Stawieraj).
Na wielu płytach brał czynny udział jako muzyk grający na instrumentach klawiszowych.
Zdobył Nagrody Akademii Fonograficznej „Fryderyk” w 2003 w kategorii Produkcja Muzyczna Roku (wraz z Marcinem Pospieszalskim) za realizację płyty zespołu Raz, Dwa, Trzy „Trudno nie wierzyć w nic”.

## Dyskografia

### Albumy
źródło:.
- 1986 Obywatel G.C. – Grzegorz Ciechowski
- 1986 Dziękuje, nie tańczę – Anna Jurksztowicz
- 1987 Serce – Rezerwat
- 1988 Tak! Tak! – Grzegorz Ciechowski
- 1988 Tacy sami – Lady Pank
- 1989 Zakazany owoc – Krzysztof Antkowiak
- 1989 Skawiński – Grzegorz Skawiński
- 1989 Serce – Zdzisława Sośnicka
- 1990 Biała armia – Bajm
- 1990 Zawsze tam, gdzie ty – Lady Pank
- 1992 Love – Edyta Bartosiewicz
- 1994 Na na – Lady Pank
- 1995 Dotyk – Edyta Górniak
- 2000 Dary losu – Ryszard Rynkowski[6]
- 2003 Borysewicz & Kukiz – Paweł Kukiz oraz Jan Borysewicz
- 2004 C.D. – Kombii
- 2006 …I inne utwory – Emigranci[7]
- 2009 Spis rzeczy ulubionych – Andrzej Piaseczny
- 2011 Maraton – Lady Pank
- 2011 Ping pong – Kora
- 2012 Tak blisko – Rafał Brzozowski
- 2012 Siła i honor – Paweł Kukiz
- 2015 Borysewicz & Brzozowski – Jan Borysewicz i Rafał Brzozowski
- 2016 Miłość i władza – Lady Pank[8]

### Kompilacje
- Wśród nocnej ciszy...
- Nie w pałacu, ale w szopie – nagranie i mastering